# Hauterive (Fribourg)
Pour les articles homonymes, voir Hauterive.
Hauterive (/otʀiv/) est une commune suisse du canton de Fribourg située dans le district de la Sarine.

## Histoire
Hauterive est issue de la fusion des anciennes communes de Posieux et d'Ecuvillens en 2001,.

## Géographie
Hauterive mesure 1 194 ha. 15,6 % de cette superficie correspond à des surfaces d'habitat ou d'infrastructure, 52,5 % à des surfaces agricoles, 30,2 % à des surfaces boisées et 1,7 % à des surfaces improductives.
Hauterive comprend les localités de Posieux et Ecuvillens. Elle est limitrophe de Bois-d'Amont, Cottens, Gibloux, Marly, Matran, Neyruz et Villars-sur-Glâne.

## Toponymie
Le nom de la commune, qui se prononce /otʀiv/, dérive de l'adjectif latin alta (haute) et du substantif latin rīpa (rive). Il désigne la paroi de rochers, située sur la rive droite de la Sarine, qui surplombe l'abbaye éponyme.
La commune se nomme Otêruva en patois fribourgeois et Altenryf en allemand.

## Héraldique
« Palé d'argent et d'azur, au lion d'or brochant, entre ses pattes une croix du premier (argent), langué, armé et membré de gueules »

## Population

### Gentilé
Les habitants de la commune se nomment les Altaripiens ou les Hauteriviens.

### Démographie
La commune compte 2 668 habitants au 31 décembre 2022, pour une densité de population de 223 hab./km2 .
Le graphique suivant résume l'évolution de la population de Hauterive entre 1850 et 2008 :

## L'abbaye de Hauterive
La commune compte sur son territoire une abbaye homonyme. La Chapelle de Sainte-Apolline, appartenant à l'Abbaye de Hauterive, située sur le chemin de Saint-Jacques-de-Compostelle sur le territoire de la commune de Hauterive.

## Économie
L’usine hydroélectrique de Hauterive est alimenté à partir du Lac de la Gruyère.